# Saint-Jean-Lespinasse
 Saint-Jean-Lespinasse  (en occitano Sent Joan Lespinassa) es una población y comuna francesa, situada en la región de Mediodía-Pirineos, departamento de Lot, en el distrito de Figeac y cantón de Saint-Céré.

## Demografía
| 202 | 227 | 216 | 263 | 329 | 372 |
| Para los censos de 1962 a 1999 la población legal corresponde a la población sin duplicidades (Fuente: INSEE [Consultar]) |     |     |     |     |     |